# 가르데르모선
가르데르모선(노르웨이어: Gardermobanen)은 노르웨이 오슬로와 에이스볼을 이으며, 오슬로 가르데르모엔 공항과 릴레스트룀을 경유하는 철도 노선이다. 총 거리는 64km이며, 오슬로 북동부를 지나는 호베드 선과 병행한다. 호베드 선은 통근 및 화물 위주로 운행하며, 가르데르모 선은 고속 열차와 공항 화물 열차를 운행한다. 두 노선 모두 예른반베르케트 소유이다.
1998년 오슬로 가르데르모엔 공항이 개업하면서 같이 개업하였으며, 공항 철도 플뤼토게와 NSB의 열차가 모두 사용한다. 또한 노르웨이 전국의 유일한 고속 철도이다. 오슬로와 릴레스트룀 사이는 총 길이 14580m 로메리케 터널로 연결되며, 노르웨이에서 제일 긴 철도 터널이다. 노선 건설은 1992년에 계획되었으며, 2년 후 공사가 시작되었다. 로메리케 터널을 짓는 동안 누수 문제가 발생하여 비판을 받았고, 터널의 개통은 더 늦어졌다.

## 역사
노르웨이 국회에서 1992년 10월 8일 동부 노르웨이에 새 공항을 짓겠다고 결정했을 때, 공항의 주 교통 수단으로 철도를 사용하기로 했다. 이전의 오슬로 포르네부 공항은 도시 경계선 근처에 있었으나, 새로 지어질 가르데르모엔 공항은 도시 50km 북쪽에 있었고, 대중 교통이 들어가지 않았다. 공항 진입 교통은 세금으로 건설하지 않는다는 국회 협약이 있었고, 전체 프로젝트는 아비노르의 자회사 오슬로 루프트하븐 AS의 자금을 사용하였다. 같은 원칙은 철도 건설에도 적용되어, 노선 건설을 위하여 NSB의 자회사 NSB 가르데르모바넨 AS가 1992년 11월 24일에 만들어졌다. 이 회사에서 노선 사용료를 걷었고, 노선 사용료는 건설 부채와 이자를 갚는 데 사용하였다.

### 건설
1994년 8월 1일 철도를 착공하였다. 가르데르모엔은 오슬로 50km 북쪽에 있으나, 호베드 선이 통과하지 않았다. 기존의 호베드 선은 교통량이 많은 노선이자 릴레스트룀 이북은 단선이기 때문에, 새로운 노선을 건설하였다. 새 노선은 중간역을 건너뛰는 터널 위주로 건설하고, 공항을 지나 에이스볼 역까지 연결된다.
가르데르모 선은 노르웨이에서 두 번째로 시도한 고속선이다. 외스트폴 선의 스키 역과 모스 역 사이 35km을 고속선으로 건설하였으나, 거리 자체가 짧고 차량 대비가 안 되어 있어서 실제 이 속도로 영업하지는 못했다. 따라서 가르데르모 선은 노르웨이의 사실상 첫 고속선이 되었다. 대부분 철도 노선이 단선이기 때문에, 가르데르모 선 건설 이후 복선 구간의 거리는 대폭 증가하였다.
예상 비용은 43억 ± 20% 노르웨이 크로네였고, 최종 비용은 77억 크로네였으며, 로메리크 터널에 사용된 13억 크로네를 포함하는 비용이다. 1996년 10월 1일 NSB 가르데르모바넨이 노선 시공과 운영을 모두 담당하기로 했으나, 이익을 얻기 힘들기 때문에 2001년 1월 1일 예른반베르케트로 소유권이 넘어갔다. 이후 공항 철도 운영사의 이름은 플뤼토게 AS로 바뀌었다.

### 로메리크 터널

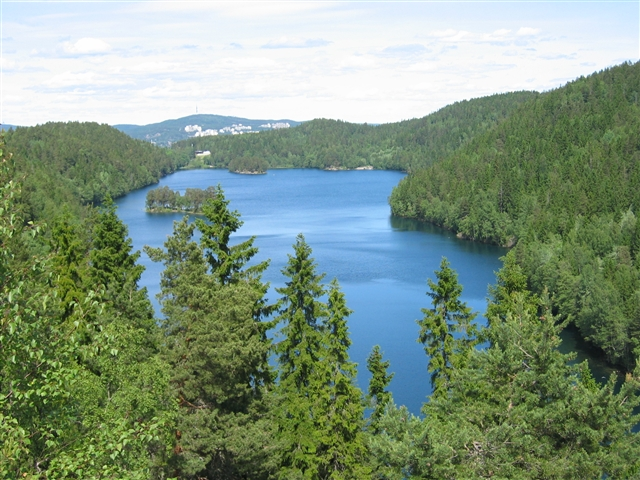
로메리크 터널 건설 중 루트반 호의 물이 새었다.

제일 어려운 부분은 오슬로 센트랄 역의 동쪽 에테르스타드와 릴레스트룀을 잇는 14580m 길이의 철도 터널이었다. 로메리크 터널은 노르웨이에서 제일 긴 철도 터널이며, 불안정한 지반 위에 있는 외스트마르카 유원지 아래를 통과한다. 1997년 터널 건설 중 루트반 호와 노르레 푸테른 호의 물이 터널 구간으로 새었고, 1997년 2월 3일 터널에 누수 방지 처리가 되었다. 방수재로 로카-길을 사용하였으나 제 기능을 하지 못했으며, 주변을 아크릴라미드로 오염시키기까지 했다. 물 오염을 다시 처리하고 터널 누수를 막는 데는 거의 1년이 걸렸으며, 터널 개통은 1999년 8월 22일에 가서야 이루어졌다.
NSB 가르데르모바넨과 시공사 사이에는 이후에도 분쟁이 생겼다. 1995년에 지적했던 유형의 사고 발생을 제대로 제어하지 못했고, 터널 공사 중 60여 가구에 손상이 생겼다. 공사 이후 통계에 의하면 누수 방지를 위해서 5억 크로네를 투입하였으며, 이는 충분히 막을 수 있는 예산이었다. 또한 철도 건설의 계획과 조직도 비판받았다.

### 개통
1998년 10월 8일 새 공항이 개업하면서 NSB 71 전동차 16편성으로 플뤼토게 열차가 운행하기 시작했다. 당시 터널이 개통되지 않았기 때문에 공항에서 릴레스트룀까지는 고속선, 릴레스트룀에서 오슬로 센트랄까지는 호베드 선으로 운행해야 했으며, 1999년 8월 22일 로메리크 터널 개통 이후 호베드 선으로 운행하지 않게 되었다. 가르데르모 선을 이용하기 위해서 NSB에서는 고속 기관차 El 18 22량을 구매하였고, 1996년 차량이 반입되었다. 이 차량은 최고 속도 200km/h까지 낼 수 있었으나, 객차의 최고 속도가 150 km/h이기 때문에 제 속도를 내지 못했다. 도브레 선 영업을 시작한 NSB 73 전동차는 이 구간에서 최고 속도를 낼 수 있다. 73 전동차에는 71 전동차에 없는 틸팅 기능이 있다.

## 영업
가르데르모 선은 NSB, 플뤼토게, SJ에서 여객 열차를 운행하며, 공항에 유류를 수송하기 위해서도 사용된다.

### 플뤼토게

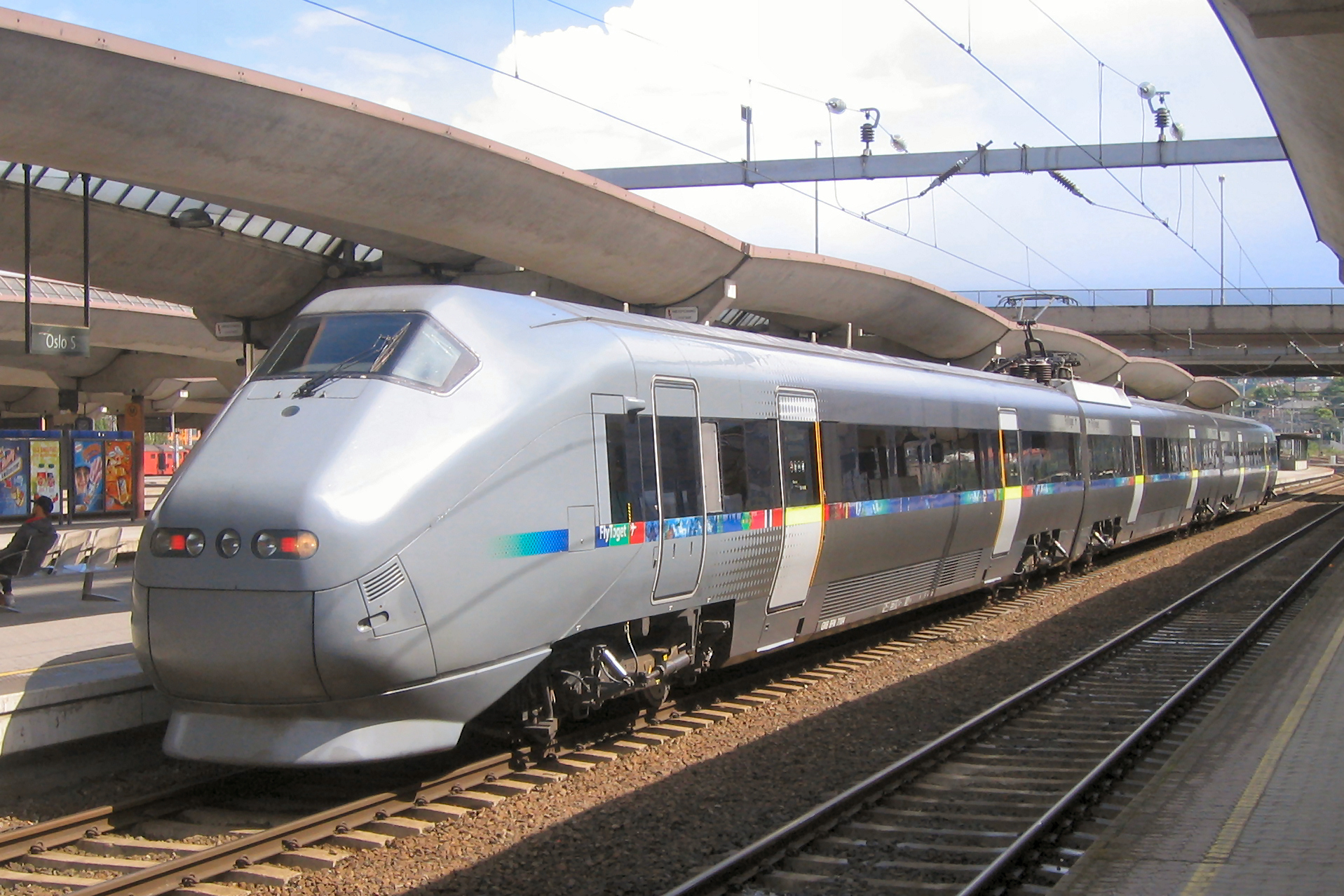
오슬로 센트랄 역에서 출발 대기 중인 공항 열차

플뤼토게 공항 열차는 가르데르모 선을 제일 많이 운행하는 열차이다. 오슬로 센트랄 역에서 시간당 6회 출발한다. 공항 열차는 가르데르모엔 역까지만 운행하며, 북쪽 16km 연결선으로는 올라가지 않는다. 총 16편성의 3량 71 열차가 운행하며, 2007년 540만명을 수송하였다. 오슬로 센트랄 역까지는 19분이 걸리며, 절반 정도의 열차는 릴레스트룀에 정차한다. 오슬로 센트랄 역에서 아스케르 역까지 계속 운행한다. 플뤼토게는 오슬로 공항 육상 교통의 34%를 차지한다.

### NSB
NSB는 오슬로 북부 지역을 지나는 급행 및 지역 열차를 가르데르모 선 경유로 운행한다. 트론헤임으로 일일 5회 출발하는 열차(1회의 야간 열차 포함)를 포함한다. 릴레함메르와 베스트폴을 운행하는 NSB 70 전동차를 사용하는 지역 열차와, NSB 72 전동차를 사용하는 에이스볼과 콩스베르그 사이를 운행하는 열차도 있다. 배차 간격은 둘 다 1시간이며, 차량 최고 속도 때문에 이 노선에서도 160 km/h로 운행한다. 노선의 남쪽 부분은 콩스빙에르 선을 경유하는 통근 열차가 사용하며, 릴레스트룀에서 분기한다. 호베드 선의 달 역으로 운행하는 통근 열차 역시 릴레스트룀 남쪽은 가르데르모 선을 이용한다.

### 기타 서비스
호베드 선의 복선 역할을 하기 때문에, 일부 열차는 호베드 선 대신 이 노선을 운행하기도 한다. 일부 통근 열차 및 화물 열차가 이렇게 운행하며, 클뢰프타에서 항공유를 수송하는 열차도 있다. 이 서비스는 카고넷이 운영한다.
스웨덴 철도에서도 가르데르모 선의 남쪽 부분에 X 2000 열차를 운행한다. 몇 해 동안 Linx가 운영하였으나, 이후 이 회사는 해체되었다.

## 역 목록
| 역명              | 노르웨이어 역명 | 접속 노선                                 | 역간 거리 | 영업 거리 | 소재지     |
| ----------------- | --------------- | ----------------------------------------- | --------- | --------- | ---------- |
| 오슬로 센트랄     | Oslo Sentral    | 드람멘 선 예비크 선 외스트폴 선 호베드 선 | 0.0       | 0.0       | 오슬로     |
| 릴레스트룀        | Lillestrøm      | 콩스빙에르 선 호베드 선                   | 20.95     | 20.95     | 스케스모   |
| 오슬로 루프트하븐 | Oslo Lufthavn   |                                           | 30.90     | 51.85     | 울렌사케르 |
| 에이스볼 베르크   | Eidsvoll Verk   |                                           | 11.45     | 63.30     | 에이스볼   |
| 에이스볼          | Eidsvoll        | 도브레 선 호베드 선                       | 4.21      | 67.51     | 에이스볼   |